# STREIT Group Spartan
Lo STREIT Group Spartan è un LAV (in inglese: Light Armoured Vehicle, in italiano: veicolo corazzato leggero) o APC, un veicolo corazzato per il trasporto di personale progettato e costruito da STREIT Group a Innisfil, Ontario, Canada; è anche prodotto su licenza da KrAZ (Kremenchuk Automobile Plant) a Kremenchuk, Ucraina.
Lo Spartan può essere utilizzato in un'ampia varietà di applicazioni, comprese le missioni militari e di polizia. Il suo corpo in acciaio saldato è montato sul telaio di una Ford F550. È in grado di resistere ad attacchi balistici e di proteggere dalle esplosioni di granate e mine antiuomo.

## Varianti

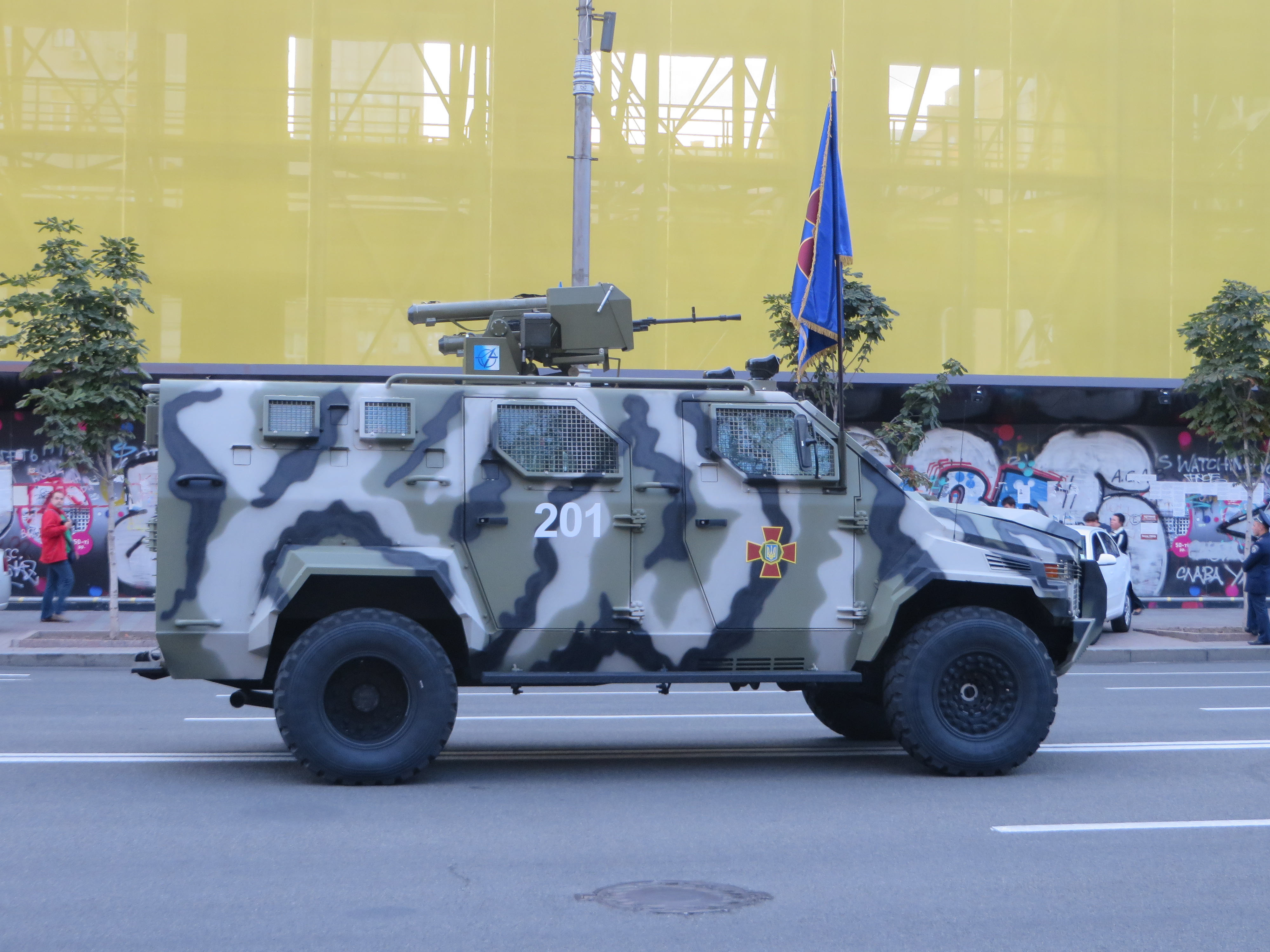
KrAZ Spartan ucraino con RK-3 CKorsar installato su una stazione di controllo remoto RWS, durante la prova per la parata del 23º Giorno dell'indipendenza dell'Ucraina (Kyiv, Ucraina)

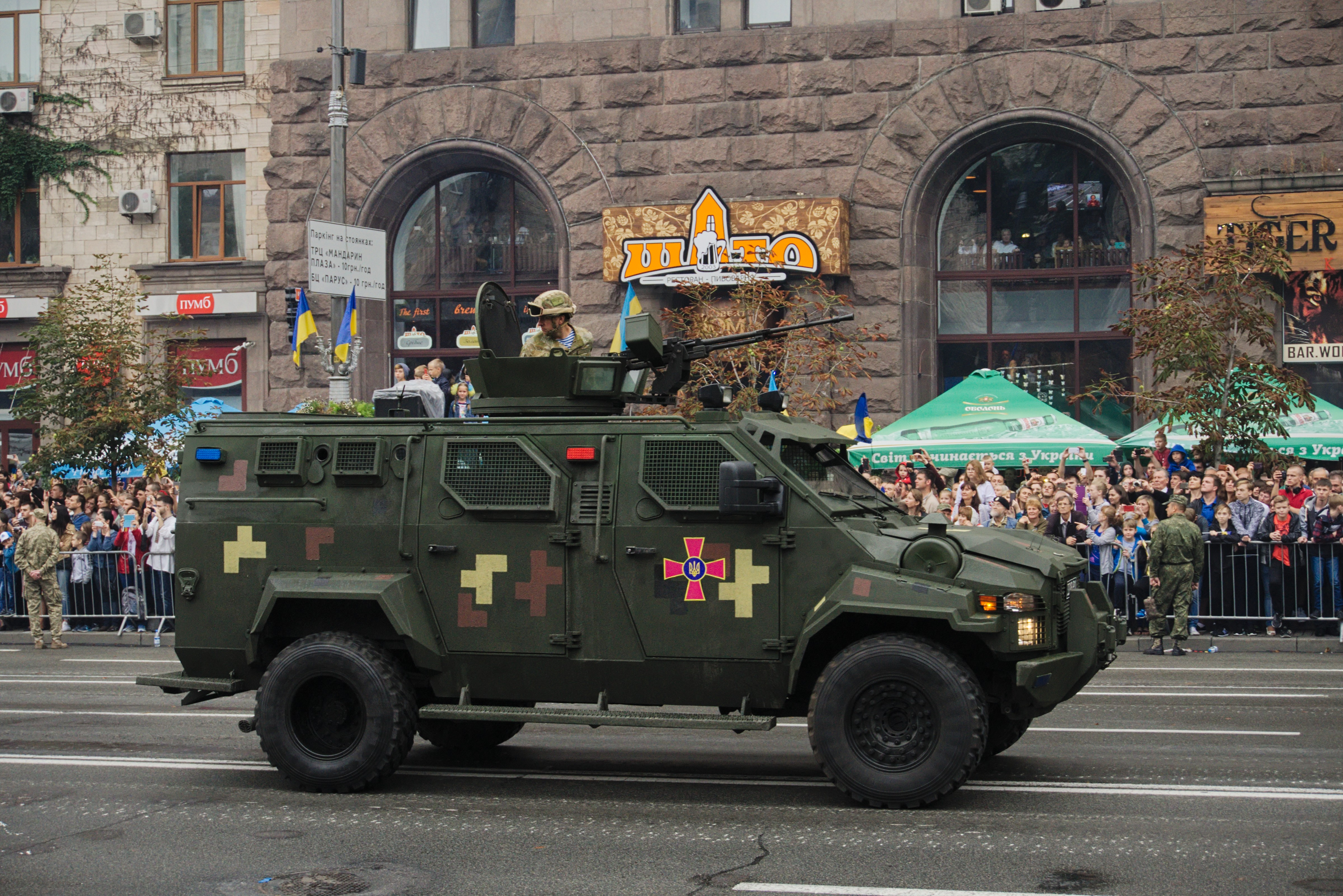
KrAZ Spartan ucraino senza la stazione di controllo remoto RWS, durante la prova per la parata del 23º Giorno dell'indipendenza dell'Ucraina (Kyiv, Ucraina)

- Spartan: Il produttore di camion ucraino AutoKraz produce lo Spartan su licenza. Il veicolo è stato consegnato per la prima volta ai militari nel 2014[2]. Secondo la produzione, il veicolo blindato KrAZ Spartan viene utilizzato per il trasporto di personale in aree altamente pericolose. Spartan è progettato per resistere alle minacce balistiche da qualsiasi angolazione. Offre protezione CEN livello BR6. Lo scafo del veicolo è progettato per resistere a più colpi di fucile d'assalto NATO da 7,62 × 51 mm (naso piatto, proiettile appuntito, nucleo morbido in piombo) da qualsiasi angolazione. La parte inferiore del veicolo può resistere all'esplosione di due bombe a mano a frammentazione ad alto potenziale esplosivo DM51[4][5]. Il portello del tetto è progettato per supportare una torretta girevole con o senza mitragliatrice. Secondo le esigenze del cliente, è anche installabile una stazione d'arma telecomandata (RWS) che combina una mitragliatrice e un quartetto di missili anticarro RK-3 Korsar[2].

- KrAZ-Spartan Self-Driving Armoured Vehicle: Il veicolo corazzato a guida autonoma KrAZ-Spartam è la versione del veicolo terrestre senza pilota (UGV) di KrAZ-Spartan. È stato presentato durante la mostra su armi e sicurezza del 2016 a Kiev. Il veicolo può essere azionato da un tablet, un guanto intelligente o una stazione di controllo dell'operatore. Utilizza reti wireless Wi-Fi/Wimax per comunicare con un raggio da 10 a 50 km. Può trasportare munizioni, cibo, carburante e medicinali nella zona di combattimento. Ha anche la capacità di trasportare truppe ferite negli ospedali[6].

## Utilizzatori
Argentina
- - Gendarmería Nacional Argentina[7]

 Bangladesh
- - Bānglādēśh Sēnābāhinī

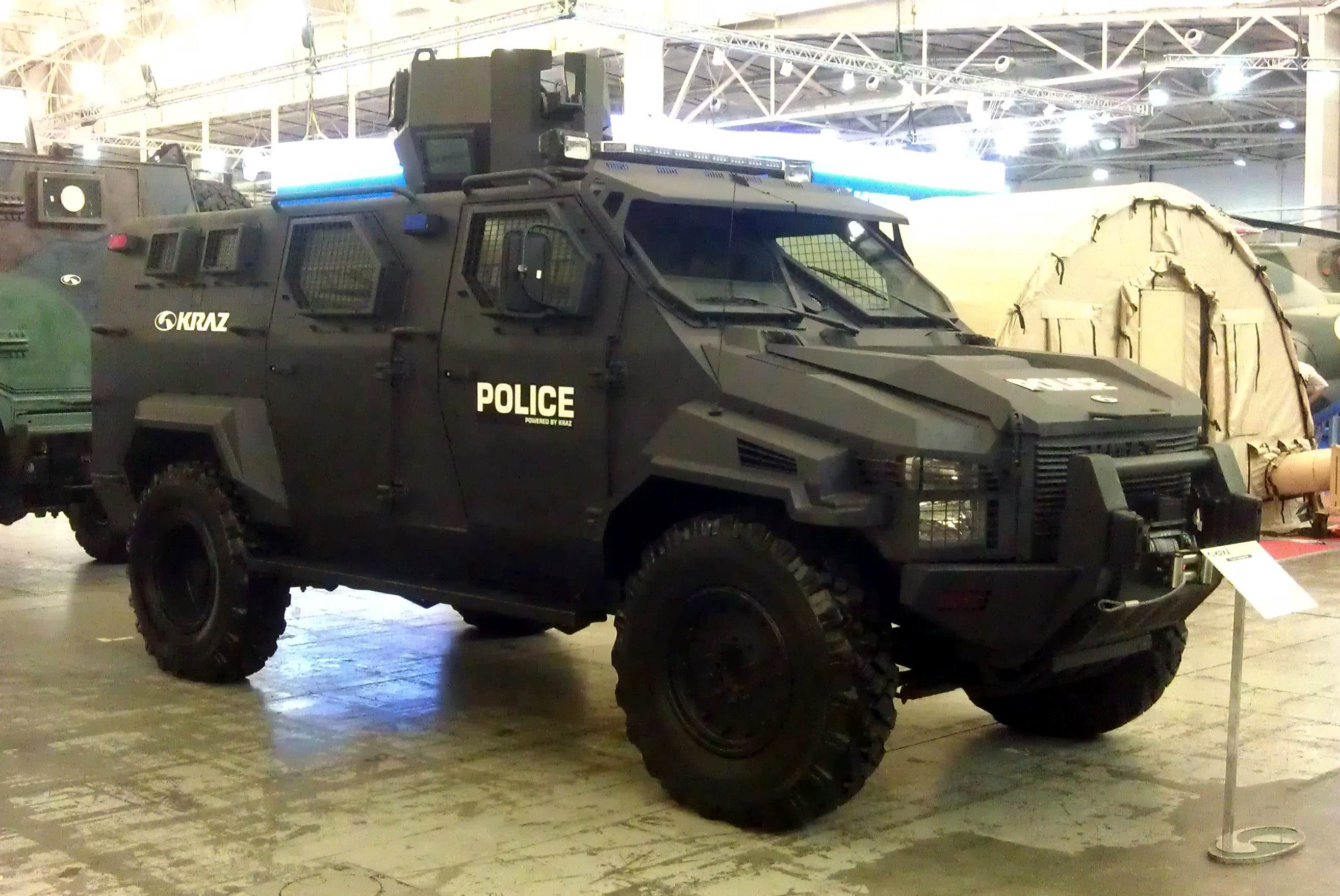
Un KrAZ Spartan in versione veicolo tattico della polizia senza la Stazione di armi telecomandata(RWS)

senza la stazione di controllo remoto (RWS)
 Libia
Circa 79 Spartan acquistati nel 2014.
- - Peshmerga

 Nigeria
 Oman
- - Polizia Reale dell'Oman

 Tunisia
- - Guardia nazionale tunisina
  - Tunisian police

 Ucraina
- - Forze terrestri ucraine

30 KrAZ Spartans ricevuti nel 2014.
- - Guardia nazionale dell'Ucraina

All'inizio di agosto 2014, il Ministero dell'Interno dell'Ucraina ha ordinato 21 KrAZ Spartans per la Guardia Nazionale dell'Ucraina. Dopo la parata militare dedicata al 23º Giorno dell'Indipendenza dell'Ucraina (24 agosto 2014), sono stati inviati a Guerra nel Donbass
 Mali
- - Armée de terre